# Осинова (Ялуторовський район)
Оси́нова (рос. Осинова) — присілок у складі Ялуторовського району Тюменської області, Росія.
Населення — 163 особи (2010, 175 у 2002).
Національний склад станом на 2002 рік:
- татари — 84 %